# FC Cernomoreț Odesa
FC Cernomoreț Odesa (în ucraineană ФК «Чорноморець» Одеса) este un club profesionist de fotbal din Odesa, Ucraina. Echipa își joacă meciurile ”de acasă” pe Stadionul Cernomoreț, cu o capacitate de 34.165 de locuri. Clubul a fost fondat pe 26 martie 1936.

## Palmares
- Premier Liga:

Vicecampioană: 1994-1995, 1995-1996
Locul 3: 1992–1993, 1993–1994, 2005–2006
- Cupa Ucrainei (2): 1992, 1993-1994

Finalistă: 2013
- Supercupa Ucrainei:

Finalistă: 2013
- Liga Superioară a URSS:

Locul 3: 1975
- Cupa URSS:

Semifinalistă: 1965-1966

### Europa
- Cupa UEFA Intertoto:

Finalistă: 2007
- UEFA Europa League
  -  Șaisprezecimi (1) : 2014

## Lotul actual
La 28 iulie 2014. 
| Nr. |         | Poziție | Jucător                                    |
| --- | ------- | ------- | ------------------------------------------ |
| 4   | Ucraina | F       | Yuriy Putrash                              |
| 8   | Ucraina | M       | Kyrylo Kovalchuk                           |
| 9   | Ucraina | A       | Anatoliy Didenko                           |
| 10  | Ucraina | M       | Oleksiy Gai                                |
| 11  | Ucraina | M       | Ivan Bobko                                 |
| 12  | Ucraina | P       | Dmytro Bezotosnyi (Captain)                |
| 13  | Ucraina | P       | Yuriy Martyshchuk                          |
| 17  | Ucraina | M       | Volodymyr Arzhanov                         |
| 19  | Ucraina | A       | Ruslan Fomin                               |
| 23  | Ucraina | A       | Artem Kulishenko                           |
| 24  | Ucraina | M       | Dmytro Hrechyshkin (on loan from Shakhtar) |
| 25  | Ucraina | F       | Yevhen Martynenko                          |

| Nr. |         | Poziție | Jucător                               |
| --- | ------- | ------- | ------------------------------------- |
| 26  | Ucraina | A       | Anton Shynder (on loan from Shakhtar) |
| 27  | Ucraina | A       | Vitaliy Balashov                      |
| 28  | Ucraina | M       | Serhiy Nazarenko                      |
| 32  | Belarus | M       | Mikhail Sivakov                       |
| 33  | Ucraina | F       | Andriy Slinkin                        |
| 37  | Ucraina | P       | Andriy Hluschenko                     |
| 39  | Ucraina | F       | Yevhen Opanasenko                     |
| 42  | Ucraina | F       | Yevhen Zubeyko                        |
| 44  | Ucraina | P       | Yevhen Past                           |
| 52  | Camerun | F       | Adolphe Teikeu                        |
| 77  | Ucraina | F       | Pavlo Kutas                           |
| 94  | Ucraina | M       | Oleh Danchenko                        |

### Jucători dați ca împrumut
| Nr. |         | Poziție | Jucător                        |
| --- | ------- | ------- | ------------------------------ |
|     | Ucraina | M       | Evhen Smirnov (la FC Tiraspol) |

## Antrenori
| - Vsevolod Bobrov (1963) - Vladimir Gorokhov (1964) - Yuriy Voynov (1964–67) - Nikolai Morozov (1967–68) - Yuriy Voynov (1970) - Viktor Zhylin (1971) - Nikolai Morozov (1971) - Ahmed Aleskerov (1973–77) - Nikita Simonyan (1980–81) - Viktor Prokopenko (1982–86) - Anatoli Polosin (1987–88) - Viktor Prokopenko (1989–94) | - Leonid Buryak (1994–98) - Oleksandr Holokolosov (1998–99) - Anatoliy Azarenkov (1999–01) - Oleksandr Skrypnyk (2001–02) - Valeriy Porkujan (2002–??) - Semen Altman (Jan 1, 2003–23 iunie 2007) - Vitaliy Shevchenko (27 iunie 2007–Nov 3, 2008) - Viktor Hryshko (Nov 3, 2008–Aug 12, 2009) - Ihor Nakonechnyi (interim) (Aug 12, 2009–Sept 1, 2009) - Andriy Bal (Sept 1, 2009–13 mai 2010) - Ihor Nakonechnyi (13 mai 2010–Nov 16, 2010) - Roman Hryhorchuk (Nov 16, 2010–) |